# Benna
Benna là một đô thị ở tỉnh Biella vùng Piedmont của nước Ý, có vị trí cách khoảng 60 km về phía đông bắc của of Torino và khoảng 4 km về phía đông nam của of Biella. Tại thời điểm ngày 31 tháng 12 năm 2004, đô thị này có dân số 1.168 và diện tích là 9,4 km².
Benna giáp các đô thị: Candelo, Cossato, Massazza, Mottalciata, Verrone.